# Besucherbergwerk Fell

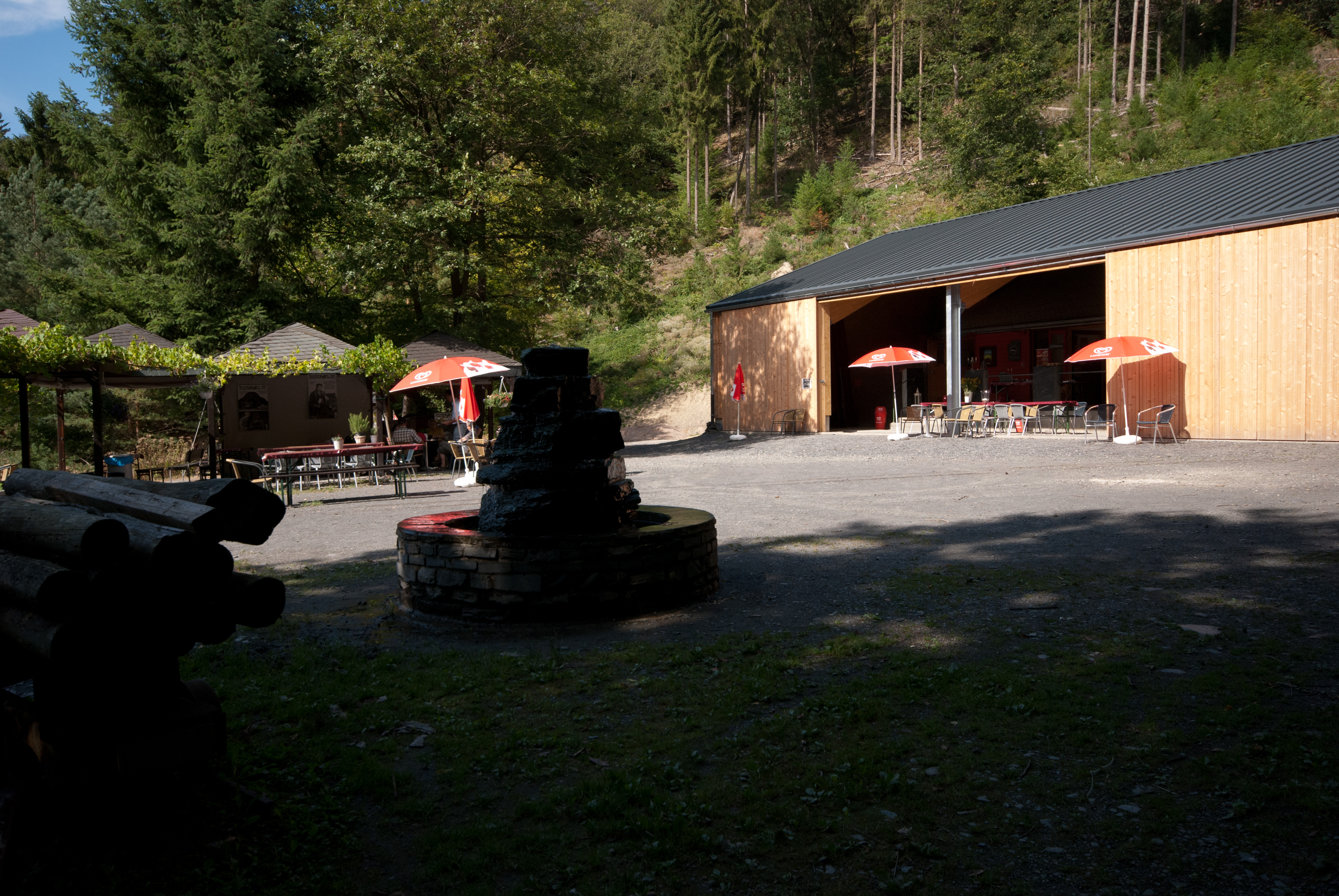
Museum und Schieferterrasse

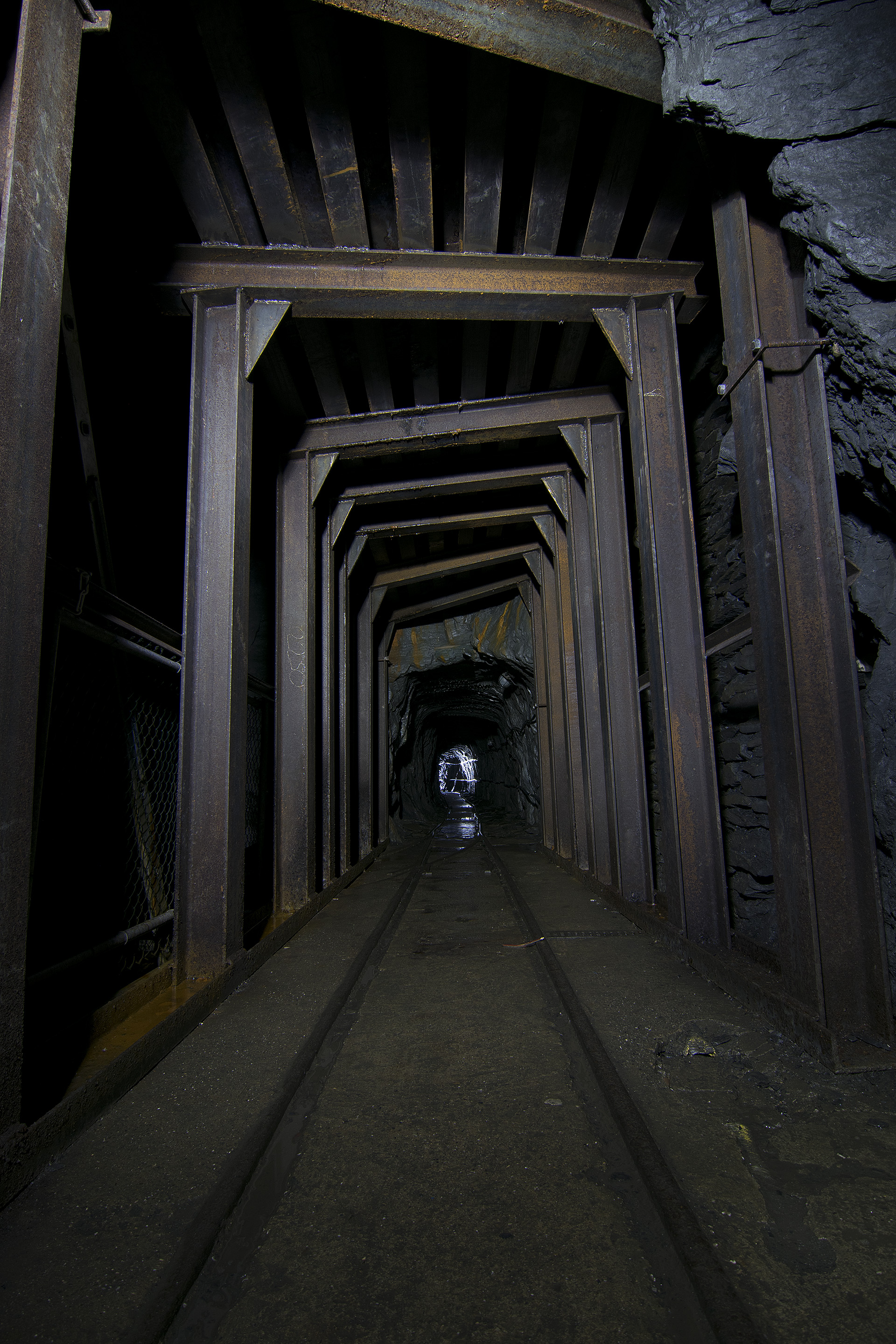
Stahlausbau im Stollen

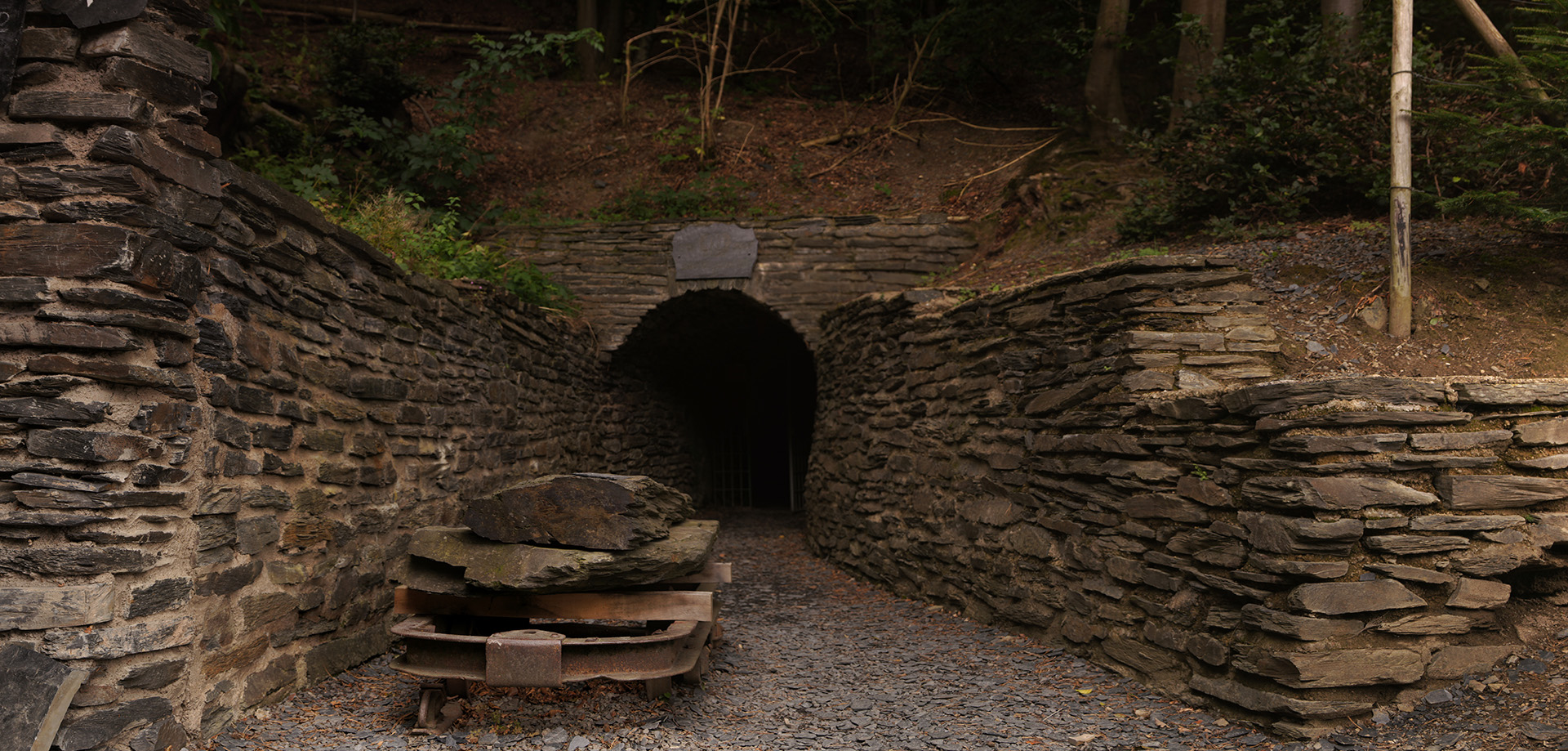
Mundloch Besucherstollen

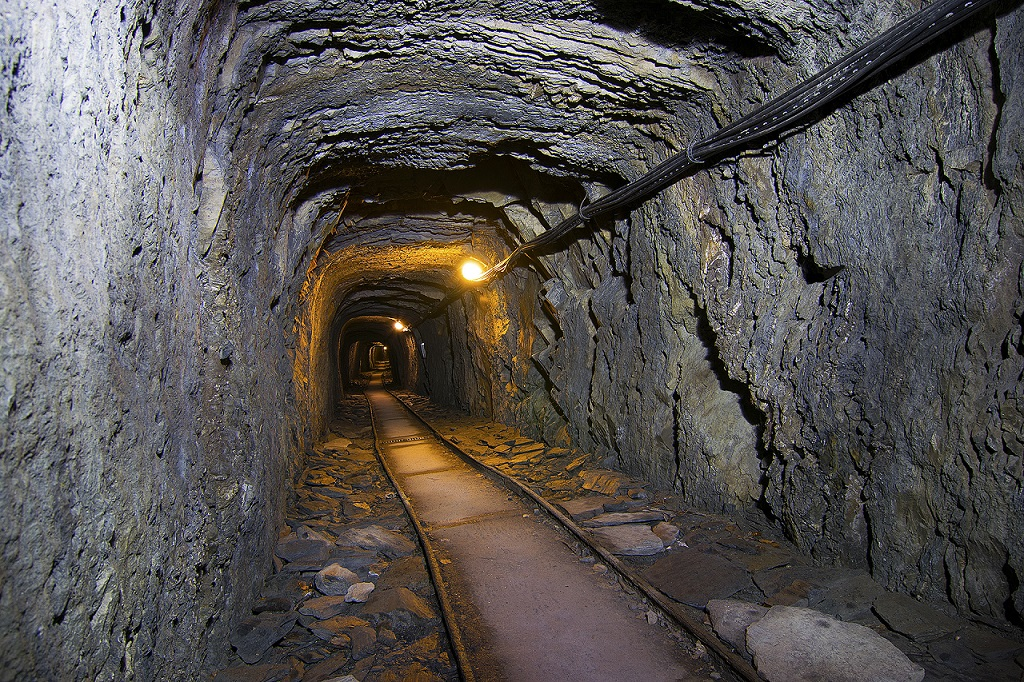
Stollen im standfesten Gestein

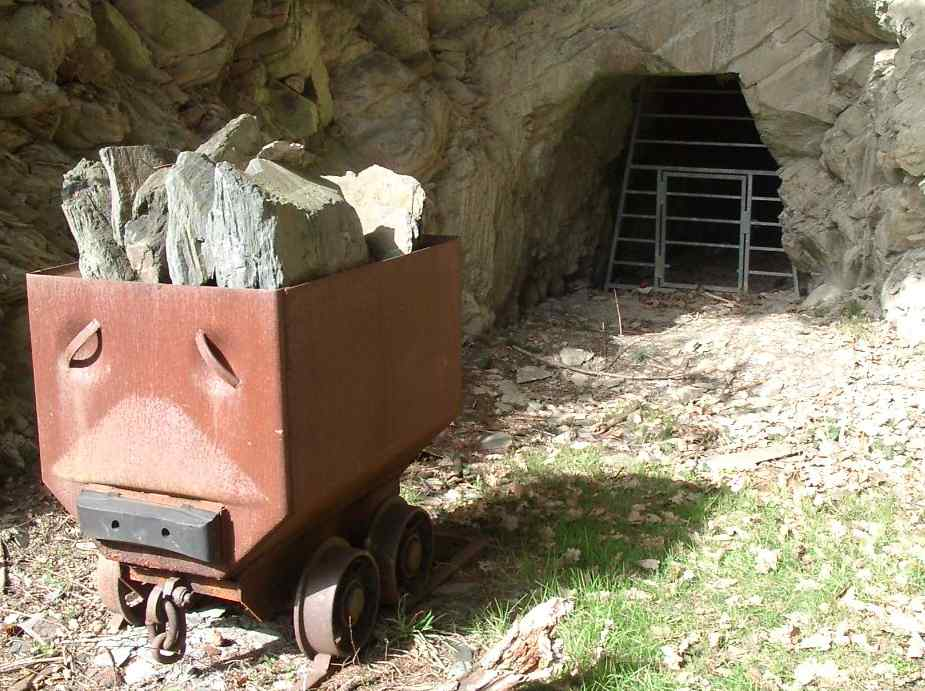
Grubenwanderweg – Alte Bergwerksstollen

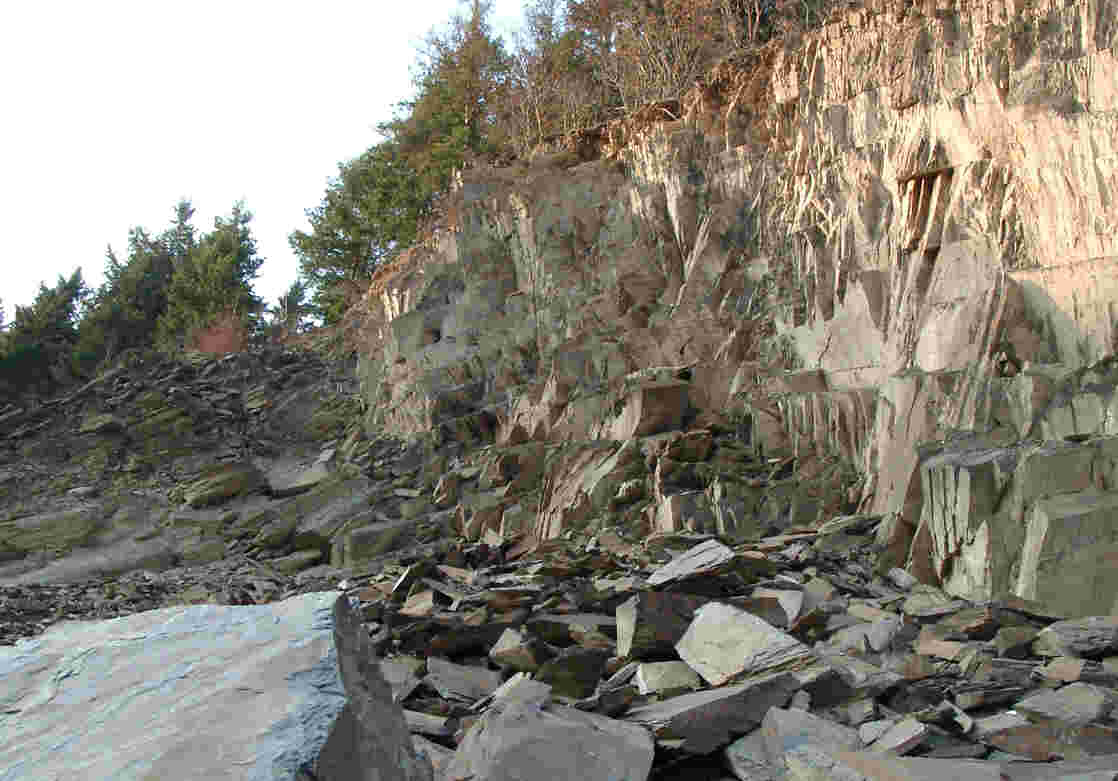
Schiefersteinbrüche

Das Besucherbergwerk Fell ist ein als Besucherbergwerk eingerichtetes ehemaliges Schiefer-Bergwerk in den ehemaligen Schiefergruben Barbara und Hoffnung im früheren Fell-Thommer Bergbaugebiet im Nossernbachtal, ca. 10 Kilometer östlich von Trier. Neben dem Eingang des Bergwerks befindet sich ein Informationszentrum mit einem Bergbaumuseum. Ein Grubenwanderweg erschließt weitere zwölf Stolleneingänge und den ehemaligen Steinbruch Vogelsberg. Auf der anderen Talseite sind der ehemalige Steinbruch Thommerberg und ein Bremsberg zu besichtigen. Zum Programm des Besucherbergwerks zählen Kulturveranstaltungen vor dem Eingang und im Bergwerk selbst, die Anlage liegt unmittelbar am Schiefer-Wackenweg.

## Schaubergwerk
Das Besucherbergwerk besteht aus zwei übereinanderliegenden typischen Dachschiefergruben (Bergwerken) aus der Wende vom 19. zum 20. Jahrhundert. Der obere Stollen Hoffnung ist seit 1850 urkundlich belegt, der untere Stollen Barbara seit 1908. Die beiden Bergwerke sind durch einen 100 Meter langen Treppenschacht miteinander verbunden.
Die Führung unter Tage dauert eine gute Stunde und geht durch lange Stollen und Strecken und durch mehrere Abbaukammern. In den Abbaukammern dokumentieren Bergmannsfiguren die gefährliche Arbeit des vorindustriellen Schieferbergbaus. Die Besucher erhalten dort auf anschauliche Weise einen Eindruck von der harten Arbeit bei der Schiefergewinnung vom Mittelalter bis ins 20. Jahrhundert. In den Abbaukammern sehen die Besucher die mächtigen Schutthalden („Prass“), die sog. Bergemauern, und die Gewinnungsstätten des blaugrauen Dachschiefers.
Der Schiefer wurde unter Tage durch „Schrämen“ und „Abkeilen“ bzw. durch Bohren und „Schießen“ (Sprengen) abgebaut und zunächst in möglichst großen Blöcken nach über Tage gefördert. Über Tage wurden die großen Blöcke in kleine Blöcke zerlegt („geköpft“), die dann mit dem Spalteisen in dünne Platten gespalten wurden. Mit der Schieferschere bzw. mit dem „Zweispitz“ (Schieferhammer) wurden die Platten dann schließlich in die richtige Form gehauen („zugerichtet“) und kamen als Dachschieferplatten (die begehrten „blauen Leien“) in den Handel. In den Wintermonaten sahen die Schieferbergleute monatelang kein Tageslicht. 70 Meter unter Tage geht deshalb heute im Besucherbergwerk Fell in einer imposanten Abbaukammer eine künstliche „Sonne“ auf.
Am 20. September 1991 wurde der Förderverein Besucherbergwerk Fell e. V. gegründet und 1994 begann der Ausbau durch die Gemeinde Fell. Das von der Gemeinde Fell betriebene Besucherbergwerk wurde am 1. Mai 1997 eröffnet und bis 2016 von mehr als 300.000 Besuchern besucht.

## Informationszentrum / Bergwerksmuseum
Vor dem Besucherbergwerk Fell liegt das neu erbaute und 2013 eröffnete Informationszentrum/Museum. Es wurde interaktiv gestaltet und ist barrierefrei zu besichtigen. Die Besucher können individuell in die Themen Geologie (Entstehung des Schiefers), Schieferabbau früher/heute, das Leben der 16 verschiedenen Fledermausarten in der Region und den Weinbau eintauchen. Hier findet man u. a. seltene und seltsame Geräte aus Schieferbergbau und Weinbau, es wird dort u. a. folgendes „Gezähe“ (Bergmannswerkzeug) ausgestellt: Pickel und Keilhauen, Spalteisen und Dachschieferschablonen, Köpfkeile und verschiedene Schieferhämmer und Schieferscheren. Außerdem gibt es Schutzhelme („Hüte“), bergmännisches „Geleucht“ (Grubenlampen), Zündmaschinen und schweres Bohrgerät (Presslufthämmer) zu sehen. Weiterhin sind Werkzeuge aus der Dachdeckerei (Haubrücken, Dachdeckerhämmer, Nagelzieher u. a.) und dem heimischen Weinbau (Hotten, Weinbergsmesser, Gärtrichter, Weinbergsspritzen u. a.) ausgestellt und 12 verschiedene Eindeckungsarten der Dacheindeckung zu sehen.
Ein Videofilm zeigt den modernsten Schieferbergbau Mitteleuropas im Katzenberg bei Mayen in der Eifel. Einen besonderen Platz im Museum nimmt die Statue der Heiligen Barbara von 1897 ein. Die Hl. Barbara ist die Schutzpatronin der Bergleute. 22 verschiedene Förderwagen (u. a. auch aus Luxemburg, Frankreich und Belgien) dokumentieren die gleisgebundene Förderung in verschiedenen Bergbauzweigen. Die Förderwagenausstellung und das Informationszentrum/Museum sind während der Öffnungszeiten des Besucherbergwerks frei zugänglich.

## Grubenwanderweg
Der Grubenwanderweg ist ein Lehrpfad des Schieferbergbaus und führt durch das Nosserntal, vorbei an den Relikten des ehemaligen Dachschieferbergbaus: terrassenförmige Halden, alte Förderwagen, wüstgefallene Leienpfade, die früher dem Schiefertransport dienten, Stollenmundlöcher, die vom ehemaligen Bergbau Zeugnis ablegen und vorbei an Bildnissen der Heiligen Barbara, die von den Bergleuten als Nothelferin und Schutzpatronin verehrt wurde.
Vor den Stollenmundlöchern stehen zehn schiefergedeckte Informationsstände. Die Schieferdeckungen sind in verschiedenen Deckungsarten ausgeführt. Anhand des Grubenbildes (= Grundriss des Bergwerkes) auf den grünen Informationstafeln kann man sich ein Bild von der Größe und Komplexität der Stollenanlagen machen.
Die Stationen sind Grube St. Josef, Grube Kobenbach, Hofgrube, Steinbruch Vogelsberg, Gruben Vogelsberg I und II, Besucherbergwerk mit den verbundenen Gruben Hoffnung und Barbara, Gruben Eichbaum I und II sowie die Gruben Schürzig.
Am Weg liegt auch der sog. Walli-Stollen.
Der Grubenwanderweg ist je nach Streckenführung, gegebenenfalls über den Ort Fell, zwischen 5 und 7,5 km lang.

## Kultur und Brauchtum
Die wichtigsten Träger der Bergbautradition in den ehemaligen Bergbauorten Fell und Thomm sind die 1955 gegründete, mit Vorgängerkapellen bis ins Jahr 1871 zurückverfolgbare, Bergmannskapelle Fell e. V. und die Bergmannskapelle Glück-Auf Thomm 1927 e. V.
Alljährlich findet in Fell und Thomm am zweiten Adventssonntag (dem Sonntag nach dem Namenstag der Heiligen Barbara, dem 4. Dezember) der traditionelle Umzug der Bergmannskapelle, bergmännisch Bergparade genannt, statt. Etwa alle zwei Jahre wird vor Weihnachten eine Mettenschicht gefeiert.
Im Sommer finden in unregelmäßigen Abständen Kulturveranstaltungen vor dem Bergwerkseingang statt. Ein Höhepunkt waren die Feiern zum zehnjährigen Bestehen des Besucherbergwerks am 14./15. Juli 2007 mit mehreren Konzerten und einer großen Bergparade.
Die Feller Jagdhornbläser spielen in der Saison bei schönem Wetter oft an Sonntagvormittagen vor dem Bergwerk.